# عباس الديلمي
عَبَّاس علي حمود الدَّيْلَمِي هو شاعر وأديب وإعلامي يمني.
عباس الديلمي ولد في عام 1952م في قرية الرونة شرعب محافظة تعز حيث كان والده الشاعر علي حمود الديلمي يشغل وظيفة قاضي محكمتها الشرعية.
تلقى دروساً في مبادئ الفقه واللغة العربية في الجامع الكبير بمدينة (ضوران آنس) علي يد العلامة يحيى بن إبراهيم ثم في مدينة ذمار على يد الأستاذ لطف الآنسي والقاضي زيد الأكوع، حصل على الشهادة الابتدائية بمدينة ذمار.
انتقل إلى تعز وواصل تعليمه وحصل على الشهادة الإعدادية والثانوية وبعدها انتقل إلى صنعاء للدراسة الجامعية والعمل.. فتخرج في جامعة صنعاء كلية الآداب قسم الفلسفة عام 1978م‘ليلتحق مباشرة بالعمل الإذاعي وعمل معدا للبرامج ثم مسئولاً عن البرامج الشعبية والتنموية بإذاعة صنعاء ثم مسئولاً عن البرامج السياسية والموجهة فالبرامج الثقافية والمنوعات ثم عين مديراً عاماً للبرامج في الإذاعة عام 1995م..ثم رئيساً لقطاع الإذاعة البرنامج العام إذاعة صنعاء في 2002م.

## الأعمال
تعامل الشاعر مع معظم الفنانين اليمنيين الكبار وبعض الفنانين العرب ومنهم الموسيقار السوري سهيل عرفة الذي لحن له أغنية «صباح الخير يا وطناً» وغيرها من القصائد الوجدانية والوطنية‘وكذلك الفنانين فهد يكن، عبد الرزاق محمد، سحر عرفة، أمل عرفة، من سوريا.
حاصل على وشاح الثقافة والفنون ووسام الاستحقاق في الفنون والآداب من الرئيس السابق للجمهورية اليمنية علي عبد الله صالح إضافة إلى العديد من الدروع والميداليات والشهادات التقديرية من جهات محلية وأجنبية.

## الأعمال الأدبية
الشاعر عباس الديلمي يكتب في البرنامج الإذاعي اليومي «حديث الناس» منذ عام 1978م.
له عشرات الأعمال الغنائية العاطفية والوطنية‘إضافة إلى العديد من الأعمال الاستعراضية الغنائية التي من أبرز أعماله الاستعراضية «خيلت براقاً لمع» الذي عرض بساحة العروض بمناسبة العيد العاشر للوحدة اليمنية وشارك فيه أكثر من ألف وستمائة شخص و«حوارية السيف والقلم» التي كتبها رداً على مقطوعة شعرية شعبية للرئيس السابق الزعيم علي عبد الله صالح عند اكتمال عقدين على توليه مسؤولية القيادة.

## الأعمال القيادية
تولى رئاسة اتحاد الأدباء والكتاب اليمنيين «فرع صنعاء» لثلاث دورات انتخابية متتالية وانتخب نائباً لأمين عام اتحاد الأدباء والكتاب اليمنيين لدورتين انتخابيتين.
مثل اليمن في معظم الأسابيع الثقافية اليمنية المقامة في خارج اليمن وشارك في مهرجان الشعر العربي"الخامس عشر" في المملكة المغربية"‘عضو اتحاد الأدباء والكتاب العرب‘عضو لجنة التحكيم لجائزة رئيس الجمهورية اليمنية - في الشعر‘عضو لجنة التخطيط البرامجي العليا.. لإذاعة وتلفزيونات الجمهورية اليمنية‘طبعت له حتى عام 2000م خمسة دواوين شعرية هي: 
- اعترافات عاشق‘قراءات في كهف أفلاطون‘وحدويات وعناقيد.
- (تأملات في الحياة والناس)‘وله مجموعة من الكتب المعدة للطباعة منها بحوث ودراسات في الفلسفة والفكر والتصوف الإسلاميين.

- حقل الروح«ديوان شعر».
- ترجمة بعض قصائده إلى اللغة الإنجليزية.
تعامل مع معظم الفنانين اليمنيين الكبار وبعض الفنانين العرب ومنهم الموسيقار السوري سهيل عرفة الذي لحن له أغنية«  صباح الخير ياوطنا» وغيرها من القصائد الوجدانية والوطنية‘وكذلك الفنانين فهد يكن، عبد الرزاق محمد، سحر عرفة، أمل عرفة، من سوريا.
حاصل على وشاح الثقافة والفنون ووسام الاستحقاق في الفنون والآداب من رئيس الجمهورية اليمنية علي عبد الله صالح‘إضافة إلى العديد من الدروع والميداليات والشهادات التقديرية من جهات محلية وأجنبية.

## قصائد الشاعر
- صباح الخير ياوطناً.
- لعنة الطلبة.
- في مزهريات روحي.
- يوم لقياك.
- قصيدة البناء والصمود غناها أيوب طارش

## المصدر
ويكي الطالب اليمني